# Die Zirkusprinzessin (Operette)
Die Zirkusprinzessin ist eine Operette in drei Akten von Emmerich Kálmán (1882–1953). Das Libretto verfassten Julius Brammer und Alfred Grünwald. Das Werk erlebte seine Uraufführung am 26. März 1926 im Theater an der Wien in Wien.

## Orchester
Zwei Piccolo-Flöten, zwei Oboen, zwei Klarinetten, zwei Fagotte, drei Hörner, zwei Trompeten, drei Posaunen, Harfe, Pauke, Schlagzeug, Banjo, Celesta und Streicher

## Handlung
Die Akte 1 und 2 spielen in Sankt Petersburg, Akt drei in einem Hotel in Wien.
Im Mittelpunkt steht ein „Mister X“, der maskiert als tollkühner Zirkusreiter auftritt. In Wirklichkeit ist er der enterbte Neffe eines verstorbenen Fürsten. Er liebte die Gattin des Fürsten, ohne dass diese ihn kannte. Der Zufall will es, dass die beiden zusammenkommen. Auch die Witwe des Fürsten lernt „Mister X“ lieben. Sie sieht aber in ihm einen Prinzen Korosoff, und die beiden werden getraut, ehe der angebliche Korosoff seine Identität enthüllen kann. Das Ganze ist eine Intrige, die ein Nebenbuhler einfädelte. Dieser Intrigant hat auch die Kollegen des „Mister X“ zur Hochzeit bestellt. Die Braut ist blamiert, denn man sieht in ihr die „Zirkusprinzessin“. Die Trennung der Liebenden ist unvermeidlich, aber in Wien findet man sich wieder. Ein amüsanter dritter Akt beschließt diese immer noch beliebte Kálmán-Operette.